# Vorbewährung
Die Vorbewährung ist eine – nur im Jugendstrafrecht mögliche – Form, eine verhängte Jugendstrafe zur Bewährung auszusetzen. Die Entscheidung wird anders als im Erwachsenenstrafrecht nicht im Urteil ausgesprochen (§ 56 StGB), sondern im Urteil vorbehalten und ergeht spätestens neun Monate nach Rechtskraft des Urteils durch Beschluss.
Die Vorbewährung war lange Zeit gesetzlich nicht geregelt, wurde aber aus § 57 Abs. 1 und 2 Jugendgerichtsgesetz (JGG) abgeleitet. Am 6. Juli 2012 hat der Bundesrat einer Gesetzesvorlage des Bundestages zugestimmt, wodurch die Vorbewährung mit Wirkung zum 7. Oktober 2012 einer ausdrücklichen Regelung in den § 61 bis § 61 b JGG zugeführt wurde.

## Funktionsweise
Bei der Vorbewährung wird der Jugendliche zu einer Jugendstrafe verurteilt. Die Entscheidung, ob die Strafe zur Bewährung ausgesetzt werden kann, wird jedoch zurückgestellt und kann später nachgeholt werden.
Anders als im Erwachsenenstrafrecht muss sich der verurteilte Jugendliche daher die Bewährung in einer Frist von einigen Monaten „verdienen“.  Ihm können Auflagen oder Weisungen erteilt werden, von deren Erfüllung der Richter die Gewährung der Bewährung abhängig machen kann. Außerdem untersteht der Jugendliche in dieser Zeit der besonderen Aufsicht von Bewährungshilfe und Jugendgerichtshilfe.
Erfüllt der Jugendliche die Auflagen, so wird die Jugendstrafe durch Beschluss zur Bewährung ausgesetzt. Erfüllt der Jugendliche die Auflagen nicht, so ergeht kein Bewährungsbeschluss und er muss die Jugendstrafe antreten. Gegen die Entscheidung des Gerichts ist das Rechtsmittel der sofortigen Beschwerde (§ 59 JGG) möglich.
Somit gibt der Richter dem Jugendlichen mit der Vorbewährung eine allerletzte Chance, seine Lebensführung doch noch zu ändern und die Vollstreckung der Jugendstrafe abzuwenden. Der Begriff der Vorbewährung ist somit eigentlich irreführend, weil die Vorbewährung im Sanktionenkatalog zwischen Bewährung und Jugendstrafe steht.

## Sinn und Zweck
Sinn und Zweck der Vorbewährung ist, dem jugendlichen Täter seine Zukunft nicht durch eine Jugendstrafe zu verbauen, andererseits aber gezielt auf seine Resozialisierung hinzuarbeiten und ihm die Möglichkeit zu geben, die Jugendstrafe doch noch abzuwenden. Die Vorbewährung wird gerade dann eingesetzt, wenn Zweifel daran bestehen, ob die Jugendstrafe zur Bewährung ausgesetzt werden kann. 

## Außenwirkung
Das Instrument der Vorbewährung ist äußerst erfolgreich: 90 Prozent der Jugendlichen unter Vorbewährung bleiben tatsächlich straffrei.